# Daicelis Guzmán
Daicelis Guzmán Teixeira (nacida en Ocumare del Tuy, Estado Miranda, Venezuela, el 22 de marzo de 1998) es una futbolista internacional venezolana, se desempeña en el terreno como mediocampista ofensiva y su actual equipo es el Caracas FC de la Liga Nacional de Fútbol Femenino de Venezuela.

## Biografía
Daicelis inició su carrera futbolística en el año 2010 con la selección de Miranda en fútbol de salón, en un Nacional que se celebró en el Estado Trujillo, quedándose con el tercer lugar de dicha competencia y como máxima goleadora del torneo.
Debuta con el Caracas Fútbol Club en el año 2012, participó en la Copa Libertadores Femenina de 2014, donde quedó subcampeona de América; es la primera en debutar con 16 años y la primera en jugar la final de dicho torneo con esa edad.

## Clubes
| Club       | País      | Año           |
| ---------- | --------- | ------------- |
| Caracas FC | Venezuela | 2012-presente |